# I'll Still Kill
"I'll Still Kill" is de vijfde single van Curtis, het derde album van Amerikaanse rapper 50 Cent, en was de derde single na het uitstellen van het album naar september en het opnieuw beginnen van een single serie. De track is geproduceerd door DJ Khalil, en bevat een refrein en een brug door R&B zanger Akon. De track flopte, haalde de 95e positie in de Billboard Hot 100 en presteerde nauwelijks in andere landen, met opvallende uitzondering van Nieuw-Zeeland.

## Charts
| Chart                       | Hoogste positie |
| --------------------------- | --------------- |
| Franse Single Top 100       | 28              |
| Nieuw-Zeeland Single Top 40 | 14              |
| VS Billboard Hot 100        | 95              |

| "I'll Still Kill" in de Billboard Hot 100 | "I'll Still Kill" in de Billboard Hot 100 | "I'll Still Kill" in de Billboard Hot 100 |
| Week                                      | 1                                         | 2                                         |
| ----------------------------------------- | ----------------------------------------- | ----------------------------------------- |
| Nummer                                    | 95                                        | uit                                       |